# Your Body
«Your Body» (с англ. — «Твоё тело») — первый сингл американской певицы Кристины Агилеры из её седьмого студийного альбома Lotus (2012), выпущенный 16 сентября 2012 года. Продюсерами песни являются такие хитмейкеры Макс Мартин и Shellback, на счету которых хиты для Бритни Спирс, Пинк, Леоны Льюис и многих других. Автором песни выступает Savan Kotecha, работавший с Александрой Бёрк, Леоной Льюис, Шер Ллойд и One Direction.

## Релиз
Радио-премьера песни «Your Body» состоялась 14 сентября, а с 17 сентября песня стала доступна для цифрового скачивания на iTunes в большинстве стран. В Великобритании релиз песни состоялся только 4 ноября.

## Видеоклип
Съёмки клипа начались в августе в городе Лос-Анджелес. Режиссёром клипа стала Мелина Матсукас (Melina Matsoukas). В клипе Кристина в образе вульгарной девицы-стриптизёрши, живущей в трейлере и сражающей парней наповал одним сексуальным взглядом или, если взгляд не помог, бейсбольной битой.

## Чарты
| Чарт (2012)                           | Место |
| ------------------------------------- | ----- |
| Австралия (ARIA)                      | 59    |
| Австрия (Ö3 Austria Top 40)           | 19    |
| (Ultratop Flanders)                   | 44    |
| (Ultratip Wallonia)                   | 13    |
| (Billboard Hot 100 Airplay)           | 27    |
| Канада (Billboard Canadian Hot 100)   | 10    |
| Дания (Tracklisten)                   | 35    |
| (The Official Finnish Download Chart) | 21    |
| Франция (SNEP)                        | 84    |
| Германия (GfK)                        | 29    |
| Ирландия (IRMA)                       | 46    |
| (Japan Hot 100)                       | 41    |
| (The Official Lebanese Top 20)        | 6     |
| Нидерланды (Single Top 100)           | 65    |
| Новая Зеландия (Recorded Music NZ)    | 33    |
| Шотландия (OCC Scotland)              | 16    |
| (IFPI)                                | 27    |
| Испания (PROMUSICAE)                  | 22    |
| (Digilistan)                          | 17    |
| Швейцария (Schweizer Hitparade)       | 22    |
| Великобритания (OCC UK Singles)       | 16    |
| (FDR)                                 | 13    |
| США (Billboard Hot 100)               | 34    |
| США (Billboard Pop Airplay)           | 20    |
| США (Billboard Dance Club Songs)      | 1     |